# تامور سجاد
تامور سجاد (ولد في 22  يناير 1992)  لاعب كريكيت قطري. هو اشترك  في قطر فرقة ل 2017 قسم  إتّحاد كريكيت ICC العالمي بطولة في جنوب أفريقيا. لعب أيضاً في افتتاح المباراة بقطر، ضد جزر كايمان في 3  سبتمبر 2017.

## روابط خارجية
- تامور سجاد على موقع إي آس بي آن كريك إنفو (الإنجليزية)